# Comté de Nandi
Pour les articles homonymes, voir Nandi.

Localisation sur la carte du Kenya.

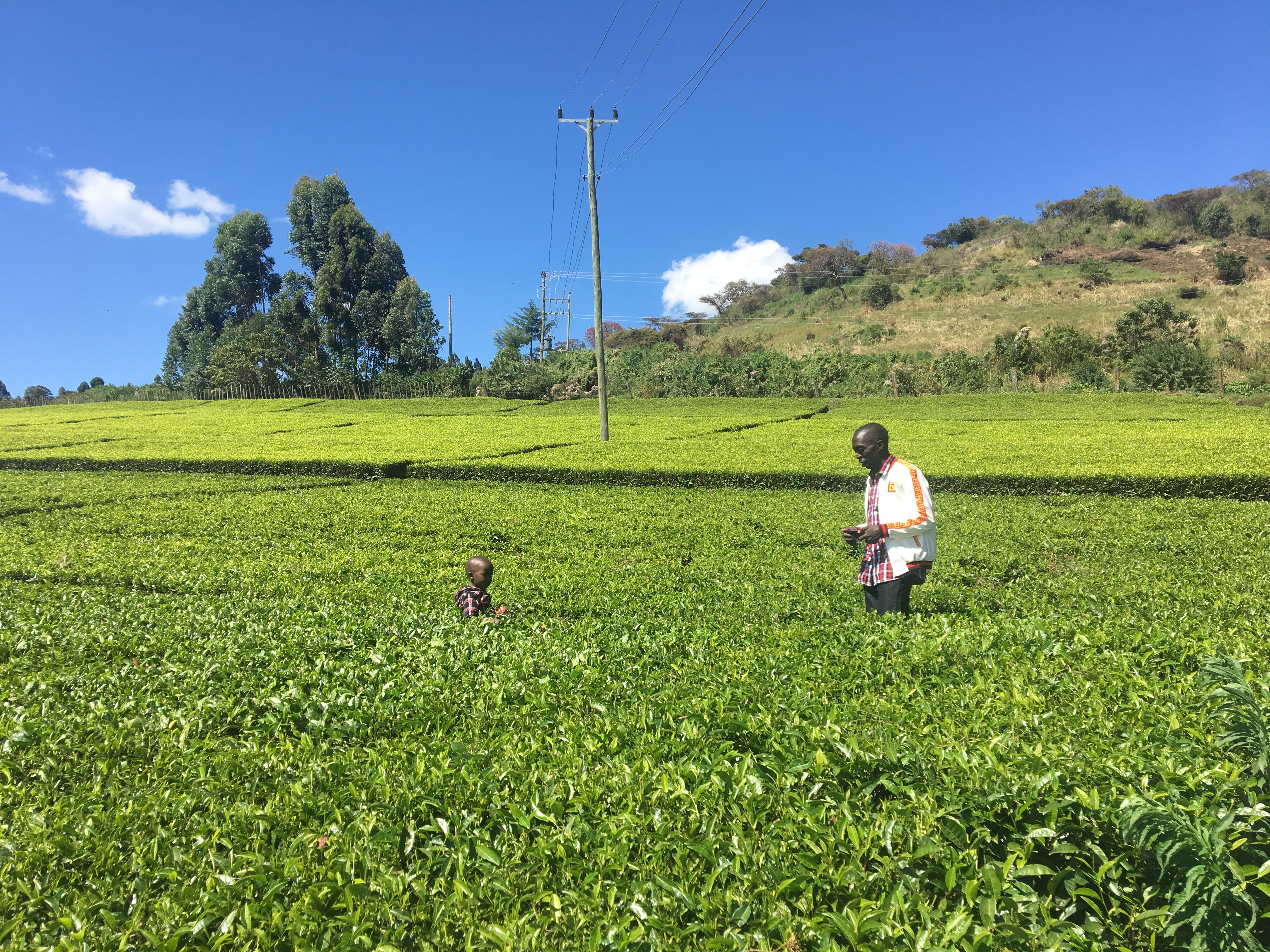
Plantations de thé dans le comté de Nandi.

Le comté de Nandi est un comté du Kenya. Sa capitale est Kapsabet. Avant 2013, il s'agissait d'un district.